# Digitalna kinematografija
Ovaj se članak odnosi na digitalno snimanje slika za filmove. Za digitalnu projekciju i distribuciju vidi digitalno kino.
Digitalna kinematografija je proces prihvata pokretnih slika kao slika digitalnog videa, za razliku od tradicionalnog korištenja filmske trake. Slike se mogu digitalno prihvatiti na videotraku, tvrdi disk, flash memoriju ili druge medije koji mogu snimiti digitalne podatke kad se koriste u digitalnim filmskim videokamerama ili drugim vrstama digitalnih videokamera. Zbog napretka digitalne tehnologije sve više filmova i serija snima se digitalno. U današnje vrijeme mnogi se holivudski filmovi djelomično ili u cijelosti snimaju digitalno.
Proizvode za digitalnu kinematografiju na tržište su izbacili mnogi proizvođači, uključujući proizvođače tradicionalnih filmskih kamera poput Arrija i Panavisiona, ali i novi proizvođači poput RED-a, Silicon Imaginga, Vision Researcha i tvrtki koje su se tradicionalno fokusirale na potrošačku i broadcast video opremu, poput Sonyja i Panasonica.